# Jean Paillusseau
 (février 2021).
La mise en forme du texte ne suit pas les recommandations de Wikipédia : il faut le « wikifier ».
Les points d'amélioration suivants sont les cas les plus fréquents :
- Les titres sont pré-formatés par le logiciel. Ils ne sont ni en capitales, ni en gras.
- Le texte ne doit pas être écrit en capitales (les noms de famille non plus), ni en gras, ni en italique, ni en « petit »…
- Le gras n'est utilisé que pour surligner le titre de l'article dans l'introduction, une seule fois.
- L'italique est rarement utilisé : mots en langue étrangère, titres d'œuvres, noms de bateaux, etc.
- Les citations ne sont pas en italique mais en corps de texte normal. Elles sont entourées par des guillemets français : « et ».
- Les listes à puces sont à éviter, des paragraphes rédigés étant largement préférés. Les tableaux sont à réserver à la présentation de données structurées (résultats, etc.).
- Les appels de note de bas de page (petits chiffres en exposant, introduits par l'outil «  Source ») sont à placer entre la fin de phrase et le point final[comme ça].
- Les liens internes (vers d'autres articles de Wikipédia) sont à choisir avec parcimonie. Créez des liens vers des articles approfondissant le sujet. Les termes génériques sans rapport avec le sujet sont à éviter, ainsi que les répétitions de liens vers un même terme.
- Les liens externes sont à placer uniquement dans une section « Liens externes », à la fin de l'article. Ces liens sont à choisir avec parcimonie suivant les règles définies. Si un lien sert de source à l'article, son insertion dans le texte est à faire par les notes de bas de page.
- La présentation des références doit suivre les conventions bibliographiques. Il est recommandé d'utiliser les modèles {{Ouvrage}}, {{Chapitre}}, {{Article}}, {{Lien web}} et/ou {{Bibliographie}}. Le mode d'édition visuel peut mettre en forme automatiquement les références.
- Insérer une infobox (cadre d'informations à droite) n'est pas obligatoire pour parachever la mise en page.

Pour une aide détaillée, merci de consulter Aide:Wikification.
Si vous pensez que ces points ont été résolus, vous pouvez retirer ce bandeau et améliorer la mise en forme d'un autre article.
Jean Paillusseau, né le 11 janvier 1933 à Saint-Nazaire, est un professeur d'université français, spécialiste du droit des activités économiques et de l'évolution du droit et des théories juridiques.

## Biographie

### Carrière universitaire

#### Fonctions universitaires
Jean Paillusseau commence sa carrière universitaire le 1er janvier 1958 en tant qu'assistant à la Faculté de Droit de l'Université de Rennes. Il sera ensuite professeur agrégé de Droit jusqu'au 30 août 1998. Il est intervenant pour des séminaires au DJCE de 1998 à 2008. En juillet 1971, il co-fonde la Fédération Nationale pour l'enseignement du Droit de l'Entreprise (FNDE) dont il a été administrateur de 1971 à 1998, puis Président d'honneur.
En 1972, il fonde le Centre de droit des affaires qu'il dirigera jusqu'en 1998, il en est depuis cette date le Directeur honoraire. Il fonde la même année (1972) le DJCE, diplôme de juriste conseil d'entreprise à la Faculté de Droit de Rennes-I, qu'il dirigera jusqu'en 1998.

#### Travail de recherche
Jean Paillusseau a été, avec les professeurs Claude Champaud et Michel Despax, l'un des tenants de la « doctrine de l'entreprise » (qualifiée parfois « d'École de Rennes ») en droit des sociétés en France, dans les années 1960-1970.
Il s'agissait de voir dans la notion légale de société le vêtement juridique d'une réalité économique et sociale, l'entreprise, que la société avait pour unique fonction d'organiser (voir la thèse de Jean Paillusseau : La S.A., technique d'organisation de l'entreprise, Sirey 1967). Il en découlait une acception large de l'intérêt social comme « intérêt de l'entreprise ». Ces thèses connaissent aujourd'hui un regain d'intérêt avec la montée des théories dites de « stakeholderism » dans les pays anglo-saxons, ainsi qu'avec le développement de la responsabilité sociale des entreprises.

### Autres fonctions
Jean Paillusseau a également été le concepteur et le co-rédacteur du Code des activités économiques de la Guinée Conakry en 1992, dans le cadre d'une mission de la Banque mondiale.[réf. nécessaire]
Il a également participé à la rédaction de textes de loi en Afrique francophone mais aussi à la rédaction de l'Acte uniforme sur le Droit des sociétés pour l’Organisation pour l’harmonisation en Afrique du droit des affaires (OHADA).
En 2018, il a été auditionné par la Commission spéciale chargée d’examiner le projet de loi relatif à la croissance et la transformation des entreprises présidée par Olivia Grégoire, à l'Assemblée Nationale.

## Publications
- La société anonyme, technique d’organisation de l’entreprise, Sirey, Bibliothèque de Droit de Droit commercial, 1967.
- La prévention des difficultés des entreprises (En collaboration avec G. Petiteau). Armand Colin, collection U, septembre 1985.
- La cession d'entreprise (En collaboration avec J.-J. Caussain, H. Lazarski et P. Peyramaure) Dalloz, 4e édition, oct. 1999. Ce livre a obtenu le prix du meilleur ouvrage de droit de l'entreprise en décembre 1989 (Prix décerné par la Compagnie des Avocats Conseils d'Entreprises de Paris et d’Ile-de-France).
- The Nature of the Company Dans le cadre de la participation à un ouvrage collectif : « European Company Law ». Dartmouth Publishing Company Ld. Aldershot, England, 1991.
- La société par actions simplifiée, Editions de la Compagnie nationale des commissaires aux comptes et Guide des commissaires aux comptes, 2002.
- La Société par actions simplifiée, en collaboration avec la Compagnie Nationale des Commissaires aux Comptes, septembre 2010.